# Thermorthemis madagascariensis
Thermorthemis madagascariensis је врста вилиног коњица из фамилије Libellulidae. Ово је највећа врста вилиног коњица из те фамилије на Мадагаскару.

## Распрострањеност
Ова врста је ендемит Мадагаскара.